# Osova, Dubrovîțea
Osova (în ucraineană Осова) este o comună în raionul Dubrovîțea, regiunea Rivne, Ucraina, formată numai din satul de reședință.

## Demografie
Componența lingvistică a comunei Osova
     Ucraineană (99,91%)
     Alte limbi (0,09%)
Conform recensământului din 2001, majoritatea populației comunei Osova era vorbitoare de ucraineană (99,91%), existând în minoritate și vorbitori de alte limbi.